# Prefectura apostólica de Suixian
La prefectura apostólica de Suixian o de Suihsien (en latín: Praefectura Apostolica Suihsienensis y en chino: 天主教随县监牧区) es una circunscripción eclesiástica de la Iglesia católica en China. Se trata de una prefectura apostólica latina, inmediatamente sujeta a la Santa Sede. Desde 1951 es sede vacante. Luego de renombrarla diócesis de Suizhou, la Asociación Patriótica Católica China la fusionó en 2000 con las diócesis de Xiangyang y de Laohekou, para erigir la diócesis de Xiangfan, sin el asentimiento de la Santa Sede.

## Territorio y organización
La prefectura apostólica extiende su jurisdicción sobre los fieles católicos de rito latino residentes en parte de la provincia de Hubei.
La sede de la diócesis se encuentra en la ciudad de Suizhou, en donde se halla la Catedral del Sagrado Corazón de Jesús.
En 1950 en la prefectura apostólica existían 14 parroquias.

## Historia
La prefectura apostólica fue erigida el 17 de junio de 1937 con la bula Quo christiani del papa Pío XI, obteniendo el territorio del vicariato apostólico de Hankou (hoy arquidiócesis de Hankou).
En 1949 el Partido Comunista de China capturó Suizhou, se impuso en la guerra civil y proclamó la República Popular China el 1 de octubre de 1949. El 4 de septiembre de 1951 China comunista expulsó al nuncio apostólico Antonio Riberi y la Santa Sede continuó reconociendo a la República de China en Taiwán como el legítimo gobierno chino. Todos los misioneros extranjeros fueron expulsados de China comunista en 1952, entre ellos el presbítero irlandés Patrick Maurice Connaughton, prefecto apostólico de Suixian.
La Asociación Patriótica Católica China fue creada con el apoyo de la Oficina de Asuntos Religiosos de la República Popular de China en 1957, con el objetivo de controlar las actividades de los católicos en China. Su nombre público es Iglesia católica china y es referida como la "Iglesia oficial" en contraposición a la "Iglesia subterránea" o "Iglesia clandestina" leal a la Santa Sede.
En el período de 1966 a 1976 la Revolución Cultural se ensañó especialmente contra la religión, destruyéndose numerosas iglesias y cesaron todas las actividades religiosas en la diócesis. A principios de la década de 1980 la diócesis reanudó sus operaciones.
Luego de renombrarla diócesis de Suizhou en año desconocido, la Asociación Patriótica Católica China la fusionó en 2000 con las diócesis de Xiangyang y de Laohekou, para erigir la diócesis de Xiangfan, sin el asentimiento de la Santa Sede.
El 22 de septiembre de 2018 se firmó en Pekín el Acuerdo provisional entre la Santa Sede y la República Popular de China sobre el nombramiento de los obispos. El 22 de octubre de 2020 el acuerdo fue prorrogado por otros dos años y en octubre de 2022 por otros dos años más.
Debido a la situación particular de la Iglesia católica en China, la Santa Sede no nombra obispos para las diócesis chinas, que son sedes oficialmente vacantes incluso en presencia de obispos reconocidos por Roma.

## Episcopologio
- Patrick Maurice Connaughton, O.F.M. † (17 de junio de 1937-1951 falleció)
  - Dominic Chen Te-mien, O.F.M. † (5 de abril de 1951-1981 falleció) (administrador apostólico)